# Kazimierz Mężyński
Kazimierz Mężyński (ur. 26 stycznia 1904 w Białoszyńcach, zm. 23 listopada 1983) – polski literaturoznawca, polonista i historyk, doktor habilitowany, docent, pierwszy dziekan Wydziału Humanistycznego Państwowej Wyższej Szkoły Pedagogicznej w Gdańsku (1948–1952), wykładowca Uniwersytetu Gdańskiego.

## Życiorys
Ukończył filologię polską na Uniwersytecie Poznańskim. Objął tam stanowisko młodszego asystenta. Później, do 1939, pracował jako nauczyciel gimnazjalny w Poznaniu, Toruniu, Grudziądzu i Gdyni.
Podczas II wojny światowej był żołnierzem AK ps. Konrad, kierownikiem tajnej Sekcji Programów Szkolnych dla Ziem Zachodnich i nauczycielem tajnego nauczania.
W 1946 został kierownikiem Wyższego Kursu Nauczycielskiego w Gdyni i kierownikiem Wojewódzkiego Ośrodka Metodycznego Języka Polskiego przy kuratorium. W 1947 uczestniczył w tworzeniu Państwowej Wyższej Szkoły Pedagogicznej w Gdańsku. W tym samym roku został kierownikiem Sekcji Humanistycznej tej uczelni. W 1948 objął stanowisko dziekana nowo utworzonego Wydziału Humanistycznego PWSP w Gdańsku i pełnił go do 1952, kiedy ze względów politycznych został zmuszony do odejścia z uczelni.
Uzyskał stopień naukowy doktora.
Do pracy w Wyższej Szkole Pedagogicznej w Gdańsku powrócił w 1957. Po uzyskaniu habilitacji zajmował tam stanowisko docenta. Był pracownikiem WSP i utworzonego z niej (i Wyższej Szkoły Ekonomicznej w Gdyni) Uniwersytetu Gdańskiego do 1974, gdy przeszedł na emeryturę.
W1947 był współzałożycielem w Gdańsku oddziału Towarzystwa Literackiego im. Adama Micklewicza, a nastęnnie przez wiele lat członkiem jego zarządu, należał także do czynnych członków Gdańskiego Towarzystwa Naukowego. Był członkiem kolegium redakcyjnego „Gdańskich Zeszytów Humanistycznych”.
Pochowany 28 listopada 1983 na cmentarzu parafialnym w Gdyni-Orłowie (sektor V-3-9).

## Publikacje
- A. Frycza-Modrzewskigo „De Republica emendanda” a cenzura kościelna, 1952
- Plany T. Czackiego powołania K. C. Mrongowiusza na profesora gramatyki powszechnej języków słowiańskich w gimnazjum krzemienieckim, 1959
- O mennonitach w Polsce, „Rocznik Gdański. T. 19/20”, 1961
- K. C. Mrongowiusz jako kandydat na profesora gramatyki języków słowiańskich w Gimnazjum Krzemienieckim (nieznane listy Mrongowiusza do G. E. Grodka), 1962
- Adam Mickiewicz a Godfryd Ernest Groddeck, 1963
- Misja propruska G. E. Grodka (Groddecka) w Gdańsku w roku 1787, 1967
- Über die Mennoniten in Polen, 1968
- Z wędrówek menonitów pomorskich: gmina w Berdiańsku nad morzem Azowskim, 1969
- Gotfryd Ernest Groddeck - profesor Adama Mickiewicza : próba rewizji, 1974
- From the history of Mennonites in Poland, 1975
- Problem mesjanizmu w „Wojnie chocimskiej” Wacława Potockiego, 1979
- Tragiczne antynomie Gustawa w „Dziadach” kowieńsko-wileńskich, 1981[7]

## Odznaczenia
- Medal Komisji Edukacji Narodowej (1973)[8]